# حدادين
حدادين  قرية سوريّة تتبع إداريّاً لمحافظة حلب منطقة جبل سمعان ناحية مركز جبل سمعان، بلغ تعداد سكانها 2,139 نسمة حسب التعداد السكاني لعام 2004.